# Джексон Тауншип (Нью-Джерсі)
Джексон Тауншип (англ. Jackson Township) — селище (англ. township) в США, в окрузі Оушен штату Нью-Джерсі. Населення — 58 544 особи (2020).

### Клімат
| Клімат : Джексон Тауншип | Клімат : Джексон Тауншип | Клімат : Джексон Тауншип | Клімат : Джексон Тауншип | Клімат : Джексон Тауншип | Клімат : Джексон Тауншип | Клімат : Джексон Тауншип | Клімат : Джексон Тауншип | Клімат : Джексон Тауншип | Клімат : Джексон Тауншип | Клімат : Джексон Тауншип | Клімат : Джексон Тауншип | Клімат : Джексон Тауншип | Клімат : Джексон Тауншип |
| Показник                 | Січ.                     | Лют.                     | Бер.                     | Квіт.                    | Трав.                    | Черв.                    | Лип.                     | Серп.                    | Вер.                     | Жовт.                    | Лист.                    | Груд.                    | Рік                      |
| Середній максимум, °C    | 5,0                      | 6,7                      | 10,6                     | 16,1                     | 21,7                     | 26,7                     | 29,4                     | 28,3                     | 25,0                     | 19,4                     | 13,9                     | 7,8                      | 17,6                     |
| Середній мінімум, °C     | −5,6                     | −4,4                     | −1,1                     | 3,9                      | 9,4                      | 15,0                     | 17,8                     | 16,7                     | 12,8                     | 6,1                      | 1,7                      | −2,8                     | 5,8                      |
| Норма опадів, мм         | 100                      | 84                       | 122                      | 103                      | 95                       | 97                       | 117                      | 119                      | 96                       | 99                       | 104                      | 115                      | 1251                     |
| ------------------------ | ------------------------ | ------------------------ | ------------------------ | ------------------------ | ------------------------ | ------------------------ | ------------------------ | ------------------------ | ------------------------ | ------------------------ | ------------------------ | ------------------------ | ------------------------ |
| Джерело:                 |                          |                          |                          |                          |                          |                          |                          |                          |                          |                          |                          |                          |                          |

## Демографія
Згідно з переписом 2010 року, у селищі мешкало 54 856 осіб у 19 417 домогосподарствах у складі 15 042 родин. Було 20342 помешкання
Расовий склад населення:
| - 88,9 % — білих - 4,9 % — чорних або афроамериканців - 2,9 % — азіатів - 0,1 % — корінних американців - 1,3 % — осіб інших рас |

До двох чи більше рас належало 1,9 %. Частка іспаномовних становила 7,8 % від усіх жителів.
За віковим діапазоном населення розподілялося таким чином: 24,7 % — особи молодші 18 років, 60,5 % — особи у віці 18—64 років, 14,8 % — особи у віці 65 років та старші. Медіана віку мешканця становила 41,6 року. На 100 осіб жіночої статі у селищі припадало 94,5 чоловіків;  на 100 жінок у віці від 18 років та старших — 91,4 чоловіків також старших 18 років.
Середній дохід на одне домашнє господарство  становив 99 727 доларів США (медіана — 84 871), а середній дохід на одну сім'ю — 111 824 долари (медіана — 100 720). Медіана доходів становила 70 029 доларів для чоловіків та 48 606 доларів для жінок. За межею бідності перебувало 4,4 % осіб, у тому числі 5,4 % дітей у віці до 18 років та 4,6 % осіб у віці 65 років та старших.
Цивільне працевлаштоване населення становило 26 940 осіб. Основні галузі зайнятості: освіта, охорона здоров'я та соціальна допомога — 22,0 %, роздрібна торгівля — 15,5 %, науковці, спеціалісти, менеджери — 11,8 %.